# Виктория Михайлова
Вижте пояснителната страница за други личности с името Виктория.
Виктория Михайлова е българска просветна деятелка и революционерка, деятелка на Вътрешната македоно-одринска революционна организация.

## Биография
Виктория Михайлова е родена в град Прилеп, тогава в Османската империя. Завършва дванадесетия випуск на Солунската българска девическа гимназия през 1902 година.
През 1903 година преподава в българското училище в костурското село Смърдеш. При подготовката на Илинденско-Преображенското въстание извезва знамето на центровата чета на ВМОРО от Косинец.